# Руанда на Светском првенству у атлетици у дворани 2012.
Руанда је учествовала на Светском првенству у атлетици у дворани 2012. одржаном у Истанбулу од 9. до 11. марта шести пут. Репрезентацију Руанде представљала су два такмичара (1 мушкарац и 1 жена), који су се такмичили у трци на 3.000 метара.
Руанда није освојила ниједну медаљу али је Claudette Mukasakindi остварила национални а Роберт Кајуга је остварио лични рекорд.

## Учесници
| Мушкарци: - Роберт Кајуга — 3.000 м | Жене: - Клодет Мукасакинди — 3.000 м |  |

## Резултати

### Мушкарци
| Атлетичар     | Дисциплина | Лични рекорд | Квалификације | Квалификације | Финале               | Финале  | Детаљи |
| Атлетичар     | Дисциплина | Лични рекорд | Резултат      | Место         | Резултат             | Место   | Детаљи |
| ------------- | ---------- | ------------ | ------------- | ------------- | -------------------- | ------- | ------ |
| Роберт Кајуга | 3.000 м    |              | 8:07,44 ЛР    | 10. у гр. 2   | Није се квалификовао | 20 / 21 |        |

### Жене
| Атлетичарка        | Дисциплина | Лични рекорд | Квалификације | Квалификације | Финале                | Финале  | Детаљи |
| Атлетичарка        | Дисциплина | Лични рекорд | Резултат      | Место         | Резултат              | Место   | Детаљи |
| ------------------ | ---------- | ------------ | ------------- | ------------- | --------------------- | ------- | ------ |
| Клодет Мукасакинди | 3.000 м    |              | 9:26,89 НР    | 10. у гр. 1   | Није се квалификовала | 20 / 21 |        |